# The Night of the White Pants
The Night of the White Pants är en amerikansk långfilm från 2006 i regi av Amy Talkington, med Tom Wilkinson, Nick Stahl, Selma Blair och Frances Fisher i rollerna.

## Handling
Oljemiljonären Max Hagan (Tom Wilkinson) genomgår en svår skilsmässa. När hans exfru slänger ut honom ur huset av blir han inblandad i ett virrvarr av sex, droger och rock-n-roll.

## Rollista
| Tom Wilkinson     | – Max Hagan              |
| Nick Stahl        | – Horace 'Raff' Rafferty |
| Selma Blair       | – Beth Hagan             |
| Frances Fisher    | – Vivian Hagan           |
| Fran Kranz        | – Millian Hagan          |
| Geri Jewell       | – Aunt Lolly             |
| Gwyn Little       | – Dottie Johnson         |
| Jessica McClendon | – Naomi                  |
| Janine Turner     | – Barbara Hagan          |